# CLCN6
CLCN6‏ (Chloride voltage-gated channel 6) هوَ بروتين يُشَفر بواسطة جين CLCN6 في الإنسان.